# Норвежская опера и балет
Норвежская опера и балет (нюнорск Den Norske Opera & Ballett, сокр. DNO&B, прежде называлась Den Norske Opera) — норвежская профессиональная компания (музыкальный художественный коллектив по постановке опер и балетов) с резиденцией в Оперном театре Осло.
До 2008 года компания принадлежала на 90 % государству и на 10 % — Норвежскому оперному фонду (10 %); в настоящее время полностью является государственным учреждением.

## История и деятельность
Компания была основана в 1957 году норвежской оперной певицей Кирстен Флагстад, которая стала её первым руководителем. В период с 1958 по 1960 год она уделяла особое внимание представлению опер и балетов, написанных норвежскими композиторами и исполнению их на норвежском языке. В 1965 году при опере был основан балет.
В 1980—1990 годах Норвежская опера и балет в течение нескольких лет проводила кампанию за строительство нового оперного театра; в результате в 2008 году в Осло в городском районе Бьёрвика было открыто здание Оперного театра, в котором в настоящее и базируется Норвежская опера и балет. После переезда в новое помещение название художественного учреждения сменилось с Den Norske Opera на Den Norske Opera & Ballett. В театре установлена мультимедийная система итальянской компании Radio Marconi (подключение к ней находится в спинках кресел), позволяющая зрителям слушать произведения на других языках помимо исходного норвежского. Кроме опер и балетов, в театре проходят и другие представления, в том числе музыкальные концерты. Кроме национальной труппы, здесь работают и гастролирующие коллективы.
Руководителями художественного коллектива после Кирстен Флагстад были: Одд Рагнар Грюнер-Хегге, Ларс Рунстен, Гуннар Брунволл, Мартин Турновский, Осе Нордмо Лёвберг, Кнут Хендриксен, Бьёрн Сименсен, Пол Карран, Пер Бойе Хансен, Аннилез Мискиммон. После ухода Аннилез Мискиммон в Английская национальная опера Норвежскую оперу и балет в августе 2020 года возглавила Рэнди Стене (Randi Stene). Председателем правления является Энн Танум.
В 2017 году театр на своё развитие получил государственный грант в размере 612 миллионов норвежских крон.